# Phare de l'île de Bugio
Le phare de l'île Bugio ou phare de Ponta da Agulha est un phare situé sur l'île de Bugio, à l'extrême sud des îles Desertas (Archipel de Madère - Portugal). Il se trouve dans le Parc naturel de Madère.
Il est géré par l'autorité maritime nationale du Portugal à Oeiras (Grand Lisbonne) .

## Histoire
La première station a été établi en 1961. C'était une tour hexagonale, avec galerie et lanterne, de 14 m de haut. Dès les années 1990 le phare se révèle vite être en très mauvais état à cause des intempéries. En juillet 2003 il est totalement rénové. C'est une tour en fibre de verre de 8 m de haut, avec des bandes horizontales rouges et blanches. Son feu émet, à 72 m au-dessus du niveau de la mer, un flash blanc, toutes les 4 secondes, d'une portée maximale de 23 km. Il est situé en bout d'un piton rocheux, à l'extrême sud-est de l'île de Bugio.
Une permission spéciale est nécessaire pour visiter l'île car elle est classée site naturel par le Réseau Natura 2000, située dans la réserve naturelle des îles Desertas.
Identifiant : ARLHS : MAD007 ; PT-665 - Amirauté : D2722 - NGA : 2375 .
|              |
| Île de Bugio |

### Lien connexe
- Liste des phares de Madère